# Wilybard Lagho
Wilybard Lagho (ur. 23 marca 1958 w Taita-Taveta) – kenijski duchowny katolicki, biskup diecezjalny Malindi od 2021.

## Życiorys

### Prezbiterat
Święcenia kapłańskie otrzymał 25 kwietnia 1997 i został inkardynowany do archidiecezji Mombasa. Pracował głównie w seminariach duchownych w Kwale, Tindinyo oraz w Mabandze. W 2008 mianowany wikariuszem generalnym diecezji.

### Episkopat
28 grudnia 2020 papież Franciszek mianował go biskupem diecezjalnym Malindi. Sakry biskupiej udzielił mu 19 marca 2021 arcybiskup Hubertus van Megen.